# وادي الحاج (إب)

تعديل مصدري - تعديل

وادي الحاج محلة تابعة لقرية الاسهوم، التابعة لعزلة جبل معود بمديرية إب إحدى مديريات محافظة إب في الجمهورية اليمنية.، بلغ تعداد سكانها 258 حسب تعداد اليمن لعام 2004.